# Gère-Bélesten
 Gère-Bélesten es una población y comuna francesa, en la región de Aquitania, departamento de Pirineos Atlánticos, en el distrito de Oloron-Sainte-Marie y cantón de Laruns.

## Demografía
| 331 | 262 | 365 | 380 | 408 | 428 | 411 | 440 | 442 | 437 | 447 | 450 | 447 | 442 | 459 | 404 | 371 | 351 | 361 | 365 | 357 | 310 | 301 | 300 | 296 | 278 | 266 | 275 | 209 | 184 | 175 | 151 | 166 | 159 |
| Para los censos de 1962 a 1999 la población legal corresponde a la población sin duplicidades (Fuente: INSEE [Consultar]) |     |     |     |     |     |     |     |     |     |     |     |     |     |     |     |     |     |     |     |     |     |     |     |     |     |     |     |     |     |     |     |     |     |